# Matthijs de Ligt
Matthijs de Ligt (pronunciado [mɑˈtɛis də ˈlɪxt]; Leiderdorp, Holanda Meridional, 12 de agosto de 1999) es un futbolista neerlandés que juega de defensa en el Manchester United F. C. de la Premier League de Inglaterra. Desde 2017 es internacional con la selección de los Países Bajos.

## Trayectoria

### Ajax de Ámsterdam

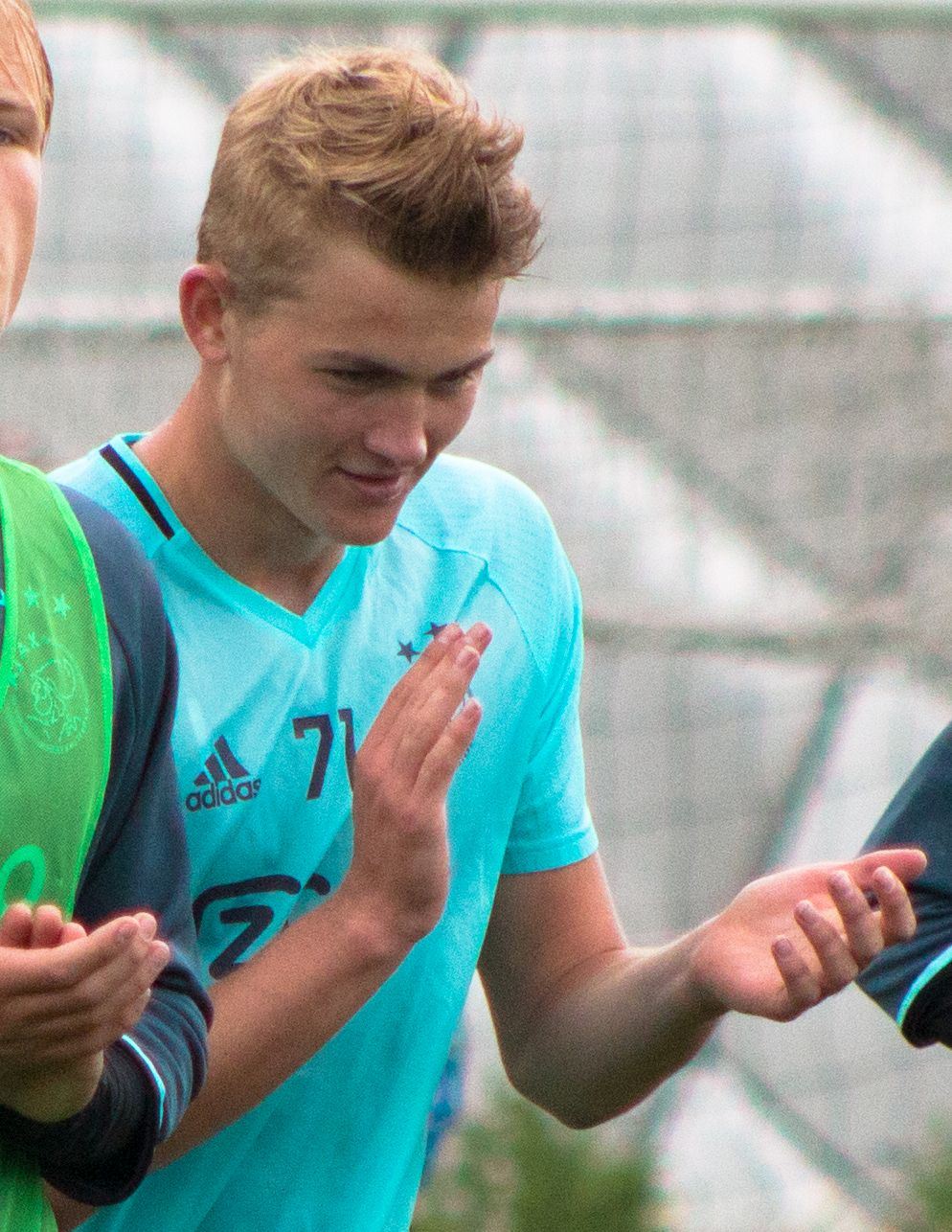
De Ligt jugó para el Ajax entre 2008 y 2019.

Matthijs se unió a la cantera del Ajax con apenas ocho años. El 21 de septiembre de 2016 hizo su debut oficial con el equipo neerlandés en un encuentro de Copa ante el Willem II, marcando uno de los goles del encuentro. Con el paso de los meses se fue consolidando en el once titular que alcanzó la final de la Liga Europa 2016-17, convirtiéndose en el futbolista más joven en disputar una final europea con 17 años y 285 días.
En la temporada 2017-18 disputó 37 encuentros, todos ellos como titular. También, en marzo de 2018, pasó a ser el capitán de la plantilla sin haber cumplido los 19 años en lugar de Joël Veltman. El 17 de diciembre de 2018 logró el Premio Golden Boy, siendo el primer defensa en conseguirlo. El 27 de febrero de 2019 alcanzó el centenar de encuentros oficiales con el club neerlandés, en la semifinal de Copa, logrando además un tanto en un triunfo por 3 a 0 ante el Feyenoord. El 5 de marzo de 2019 fue titular en Liga de Campeones en el histórico triunfo por 1 a 4 ante el Real Madrid, en el Estadio Santiago Bernabéu, que significó el pase a la ronda de cuartos de final. Ese día llevó el brazalete de capitán, siendo el más joven en llevarlo en un partido de ronda eliminatoria en la historia de la competición con 19 años y 186 días. El 16 de abril anotó el gol de la victoria ante la Juventus de Turín (1-2), que significó la primera clasificación de los ajacied para semifinales de la Copa de Europa desde 1997. El 8 de mayo abrió el marcador a los cinco minutos en la vuelta de semifinales ante el Tottenham, aunque finalmente fueron eliminados en la última jugada del partido por 2 a 3.

### Juventus F. C.
El 18 de julio de 2019 la Juventus F. C. hizo oficial su fichaje hasta el 30 de junio de 2024 a cambio de 75 millones de euros más otros 10,5 en variables.
Su debut oficial se produjo el 31 de agosto en el segundo partido de liga contra la S. S. C. Napoli que la Juventus ganó por 4-3. El propio jugador reconoció que sus comienzos en el equipo no fueron sencillos y no empezó a tener mayor continuidad hasta la lesión de su compañero Giorgio Chiellini. El 2 de noviembre marcó su primer gol con la Juventus, decidiendo el derbi ante el Torino F. C. (0-1). El año natural lo terminó ganando el Trofeo Kopa al mejor jugador del mundo menor de 21 años y la temporada acabó con la consecuión del campeonato nacional.
Su segunda campaña en Turín la empezó sin jugar a causa de una operación en el hombro derecho, con un tiempo de recuperación estimado de tres meses, y posteriormente contrajo el COVID-19. El equipo no consiguió defender el título liguero, pero logró las victorias en la Supercopa de Italia ante la S. S. C. Napoli y en la Copa de Italia contra el Atalanta B. C.
Completó un tercer año en el equipo, habiendo jugado un total de 109 partidos como titular, el que más veces lo hizo durante su etapa en el club, y marcó ocho goles durante ese periodo de tiempo.

### Bayern de Múnich y Manchester United
El 19 de julio de 2022 fue traspasado al Bayern de Múnich a cambio de 67 millones de euros fijos más diez en variables, firmando con el conjunto bávaro un contrato hasta junio de 2027. En sus dos primeras temporadas disputó 73 encuentros, en los que marcó cinco goles y dio dos asistencias, y conquistó una Bundesliga y una Supercopa de Alemania.
El 13 de agosto de 2024 abandonó el equipo alemán después de ser vendido al Manchester United F. C. con el que firmó hasta junio de 2029.

## Selección nacional
Ha sido internacional en las categorías inferiores de la selección neerlandesa.

### Absoluta
Debido a una lesión del central titular de la selección neerlandesa, Stefan de Vrij, el entrenador Danny Blind convocó a Matthijs por primera vez, para jugar en las fechas FIFA de marzo de 2017. El 25 de marzo, con la camiseta número 3, de Ligt debutó como titular con la absoluta, en la clasificación para Rusia 2018, ante Bulgaria en el Vasil Levski. Además, fue el jugador más joven en debutar con la selección nacional desde 1931 cuando lo hizo Mauk Weuber.
También participó en la primera edición de la Liga de Naciones de la UEFA, torneo en el cual quedaron subcampeones después de perder la final ante Portugal.

### Participaciones en Copas del Mundo
| Copa                           | Sede  | Resultado        | Partidos | Goles |
| ------------------------------ | ----- | ---------------- | -------- | ----- |
| Copa Mundial de Fútbol de 2022 | Catar | Cuartos de final | 2        | 0     |

### Participaciones en Eurocopas
| Eurocopa      | Sede     | Resultado        | Partidos | Goles |
| ------------- | -------- | ---------------- | -------- | ----- |
| Eurocopa 2020 | Europa   | Octavos de final | 3        | 0     |
| Eurocopa 2024 | Alemania | Semifinales      | 0        | 0     |

### Goles internacionales
| N.º | Fecha               | Estadio                                           | Rival      | Gol | Resultado | Competición                         |
| --- | ------------------- | ------------------------------------------------- | ---------- | --- | --------- | ----------------------------------- |
| 1   | 24 de marzo de 2019 | Johan Cruyff Arena, Ámsterdam, Países Bajos       | Alemania   | 1-2 | 2-3       | Clasificación Eurocopa 2020         |
| 2   | 6 de junio de 2019  | Estadio Dom Afonso Henriques, Guimarães, Portugal | Inglaterra | 1-1 | 3-1       | Liga de Naciones de la UEFA 2018-19 |

## Estadísticas

### Clubes
Actualizado al último partido disputado el 17 de agosto de 2025.
| Club | Temporada     | Div.          | Liga  | Liga  | Liga   | Copas (1) | Copas (1) | Copas (1) | Internacional (2) | Internacional (2) | Internacional (2) | Total | Total | Total  |
| Club | Temporada     | Div.          | Part. | Goles | Asist. | Part.     | Goles     | Asist.    | Part.             | Goles             | Asist.            | Part. | Goles | Asist. |
| --- | ------------- | ------------- | ----- | ----- | ------ | --------- | --------- | --------- | ----------------- | ----------------- | ----------------- | ----- | ----- | ------ |
| Jong Ajax · Países Bajos | 2016-17       | 2.ª           | 17    | 1     | 0      | –         | –         | –         | –                 | –                 | –                 | 17    | 1     | 0      |
| Jong Ajax · Países Bajos | Total club    | Total club    | 17    | 1     | 0      | 0         | 0         | 0         | 0                 | 0                 | 0                 | 17    | 1     | 0      |
| A. F. C. Ajax · Países Bajos | 2016-17       | 1.ª           | 11    | 2     | 0      | 3         | 1         | 0         | 9                 | 0                 | 0                 | 23    | 3     | 0      |
| A. F. C. Ajax · Países Bajos | 2017-18       | 1.ª           | 33    | 3     | 2      | 2         | 0         | 1         | 4                 | 0                 | 0                 | 39    | 3     | 3      |
| A. F. C. Ajax · Países Bajos | 2018-19       | 1.ª           | 33    | 3     | 2      | 5         | 1         | 1         | 17                | 3                 | 0                 | 55    | 7     | 3      |
| A. F. C. Ajax · Países Bajos | Total club    | Total club    | 77    | 8     | 4      | 10        | 2         | 2         | 30                | 3                 | 0                 | 117   | 13    | 6      |
| Juventus F. C. · Italia | 2019-20       | 1.ª           | 29    | 4     | 0      | 4         | 0         | 0         | 6                 | 0                 | 0                 | 39    | 4     | 0      |
| Juventus F. C. · Italia | 2020-21       | 1.ª           | 27    | 1     | 1      | 4         | 0         | 0         | 5                 | 0                 | 0                 | 36    | 1     | 1      |
| Juventus F. C. · Italia | 2021-22       | 1.ª           | 31    | 3     | 1      | 4         | 0         | 0         | 7                 | 0                 | 0                 | 42    | 3     | 1      |
| Juventus F. C. · Italia | Total club    | Total club    | 87    | 8     | 2      | 12        | 0         | 0         | 18                | 0                 | 0                 | 117   | 8     | 2      |
| Bayern de Múnich · Alemania | 2022-23       | 1.ª           | 31    | 3     | 1      | 5         | 0         | 0         | 7                 | 0                 | 0                 | 43    | 3     | 1      |
| Bayern de Múnich · Alemania | 2023-24       | 1.ª           | 22    | 2     | 0      | 2         | 0         | 0         | 6                 | 0                 | 1                 | 30    | 2     | 1      |
| Bayern de Múnich · Alemania | Total club    | Total club    | 53    | 5     | 1      | 7         | 0         | 0         | 13                | 0                 | 1                 | 73    | 5     | 2      |
| Manchester United F. C. Inglaterra | 2024-25       | 1.ª           | 29    | 2     | 0      | 4         | 0         | 0         | 9                 | 0                 | 0                 | 42    | 2     | 0      |
| Manchester United F. C. Inglaterra | 2025-26       | 1.ª           | 1     | 0     | 0      | 0         | 0         | 0         | –                 | –                 | –                 | 1     | 0     | 0      |
| Manchester United F. C. Inglaterra | Total club    | Total club    | 30    | 2     | 0      | 4         | 0         | 0         | 9                 | 0                 | 0                 | 43    | 2     | 0      |
| Total carrera | Total carrera | Total carrera | 264   | 24    | 7      | 33        | 2         | 2         | 70                | 3                 | 1                 | 367   | 29    | 10     |
| (1)Incluye datos de la KNVB Beker (2016-19) / Copa Italia (2019-22) / Alemania: DFB-Pokal, DFL-Supercup (2022-24) / Copa de la Liga de Inglaterra (2024-act.). (2)Incluye datos de la Liga Europa de la UEFA (2016-18, 2024-act.); Liga de Campeones de la UEFA (2017-24). |               |               |       |       |        |           |           |           |                   |                   |                   |       |       |        |

### Resumen estadístico
| Competición           | Partidos | Goles | Media goleadora |
| Primera división      | 233      | 22    | 0.09            |
| Segunda división      | 17       | 1     | 0.06            |
| Copas nacionales      | 31       | 2     | 0.06            |
| Copas internacionales | 65       | 3     | 0.05            |
| Selección neerlandesa | 48       | 2     | 0.04            |
| Total                 | 394      | 30    | 0.08            |

## Palmarés

### Títulos nacionales
| Título                   | Club             | País         | Año  |
| ------------------------ | ---------------- | ------------ | ---- |
| Copa de los Países Bajos | A. F. C. Ajax    | Países Bajos | 2019 |
| Eredivisie               | A. F. C. Ajax    | Países Bajos | 2019 |
| Serie A                  | Juventus F. C.   | Italia       | 2020 |
| Supercopa de Italia      | Juventus F. C.   | Italia       | 2020 |
| Copa Italia              | Juventus F. C.   | Italia       | 2021 |
| Supercopa de Alemania    | Bayern de Munich | Alemania     | 2022 |
| Bundesliga               | Bayern de Munich | Alemania     | 2023 |

### Distinciones individuales
| Distinción                                            | Año  |
| ----------------------------------------------------- | ---- |
| Sjaak Stewart Award (Talento del futuro del AFC Ajax) | 2016 |
| Joven de la semana para UEFA.com (semana #3)          | 2016 |
| Marco Van Basten Award (Talento del año del AFC Ajax) | 2016 |
| Premio Golden Boy                                     | 2018 |
| Futbolista del año en los Países Bajos                | 2019 |
| Incluido en el XI Mundial FIFA/FIFPro                 | 2019 |
| Trofeo Kopa                                           | 2019 |

## Estilo de juego
Fue considerado como uno de los jóvenes más prometedores del fútbol mundial, y llegó a ganar el premio Golden Boy en 2018, que se otorga al mejor jugador del fútbol europeo menor de 21 años.
Aunque en su juventud comenzó jugando como centrocampista ofensivo,  finalmente se decidió por ocupar la posición de defensor central diestro. Físicamente dotado y técnicamente habilidoso, es conocido por sus entradas limpias, anticipación, marcaje, estatura, fuerza, velocidad y precisión en el pase, lo que le permite iniciar jugadas de ataque desde atrás. Su altura lo convierte en una gran amenaza en las jugadas a balón parado, mientras que su fuerza hace que sea difícil despojarle del balón, especialmente en duelos aéreos. Su estilo de juego a menudo se ha comparado con el del defensa del Barcelona, Gerard Piqué; o también con Jan Vertonghen, debido a sus «similares avances hacia adelante, una propensión a crear un hombre extra en el mediocampo y tranquilidad con el balón», y con su compatriota Ronald Koeman, gracias a su «potente disparo y fuerza física».
Un perfil de 2019 en UEFA.com le describió a como un «líder natural que es un elegante defensor central con ambos pies. Dominante en el juego aéreo, posee fuerza, una distribución precisa y tranquilidad. Es capaz de jugar desde atrás gracias a su confianza con el balón, y su posición inteligente le permite frenar a delanteros rápidos. Con su habilidad para leer el juego, incluso podría jugar en el mediocampo. Su liderazgo también lo destaca: tenía 18 años cuando se convirtió en capitán del Ajax». Ese mismo año, Paul Wilkes de The Independent escribió que «la capacidad de De Ligt para jugar desde atrás y organizar a sus compañeros de equipo son activos valiosos en un momento en el que se ha destacado la falta de defensores de calidad».
El ex defensor del Liverpool y de la selección inglesa, Jamie Carragher, le elogió por sus «atributos físicos» y «cualidades de liderazgo». Carragher también dijo que juega «como si tuviera 24 o 25 años», lo que indica madurez y fortaleza. El ex defensor de la selección de los Países Bajos, Jaap Stam, dijo: «tiene tranquilidad con el balón, es tácticamente agresivo, ve el juego, lee bien el juego y tiene esa fuerza impulsora dentro de sí mismo para lograr lo que se necesita y hacia dónde quiere ir». Al firmar con la Juventus, Marcello Lippi, uno de los ex entrenadores del club, dijo sobre las actuaciones precoces del defensor: «he visto a muchos grandes, como Alessandro Nesta, Franco Baresi, Paolo Maldini, Ciro Ferrara, Fabio Cannavaro y Marco Materazzi. Nunca he visto a nadie como él a su edad».
En 2019, Giacomo Chiuchiolo le describió como un defensor joven «completo» y talentoso, diciendo que aunque no es excepcionalmente rápido, posee una excelente ubicación y una habilidad para leer el juego, entre otras cualidades técnicas y físicas. A pesar de su talento, en ocasiones ha sido criticado en los medios de comunicación por su falta de consistencia debido a su tendencia a cometer errores ocasionales. En octubre de 2019, su compañero de defensa en la Juventus, Leonardo Bonucci, dijo que cree que superará estas debilidades con el tiempo, a medida que madure y gane más experiencia con la edad, y se adapte con éxito a la nueva estrategia defensiva del equipo bajo el mando del entrenador Maurizio Sarri, quien utiliza un sistema de marcaje zonal en lugar de marcaje al hombre.

## Vida personal
Se casó en junio de 2024 con la modelo Annakee de Molenaar, hija de Keje de Molenaar, pero por incompatibilidades de estilos de vida, se divorciaron el 6 de julio de 2025.